# Пансофий (Ивлиев)
Пансо́фий (в миру Па́вел Я́ковлевич И́влиев) (1881, город Николаевск Самарской губернии (ныне — город Пугачёв Саратовской области — 21 декабря 1937, Новосибирская область) — епископ Ростовский и Курский Русской древлеправославной церкви.

## Деятельность в Русской православной церкви
Родился в семье приказчика, принадлежал к Русской православной церкви. В 1895 в возрасте 14 лет поступил в Спасо-Преображенский монастырь, находящийся в пяти верстах от Николаевска, в том же году прибыл в Москву, где жил в Чудовом монастыре в Кремле. Был послушником, затем пострижен в монашество, являлся келейником митрополита Московского и Коломенского Владимира (Богоявленского), который в 1910 рукоположил его в сан иеродиакона, а в 1911 — иеромонаха. В том же году, после конфликта с митрополитом Владимиром (вызванного, как говорится в биографии епископа Пансофия, наветом завистников), был вынужден покинуть Москву и вернуться в родной город Николаевск, где служил в храме.

## Деятельность в старообрядчестве
В Николаевске иеромонах Пансофий познакомился с местной старообрядческой «беглопоповской» общиной. В 1912 он присоединился к ней и служил в Николаевске как старообрядческий священник до 1921. Участвовал в пятом Всероссийском Съезде древлеправославных христиан в 1917.
С 1921 жил в Саратове, через пять месяцев переехал в Хвалынск, где служил священником, окормляя одновременно и старообрядческую общину города Уральска. Принял активное участие в привлечении в старообрядчество двух архиереев — архиепископа Николая (в старообрядчестве Николы) (Позднева) в 1923 и епископа Стефана (Расторгуева) в 1929. На собрании древлеправославных христиан в декабре 1923 в Саратове выступил с докладом на тему «О старообрядческом объединении около Архиепископа на началах Христовой любви и братства». На этом же собрании был избран членом Духовного совета при архиепископе. С 1924 — архимандрит.

### Епископ
С 18 сентября 1929 — епископ Ростовский и Курский; был рукоположён архиепископом Николой и епископом Стефаном и стал первым архиереем, хиротония которого состоялась в Древлеправославной церкви. Кафедра епископа Пансофия находилась в городе Ростове-на-Дону. В 1930 две недели находился под арестом в Бугуруслане, куда он приехал на епископскую хиротонию Филарета (Харламова). В 1931 был вновь арестован — в городе Гадяче Полтавской губернии — находился в харьковской тюрьме и освобождён лишь через полгода. 15 апреля 1933 арестован в Сталинграде. На допросе отверг обвинени в контрреволюционной деятельности, заявив: 

Моё отношение к Советской власти, которой я нахожусь в полном подчинении, такое же, как и к монархической власти. Там мы терпели гонения за свою старую веру. Здесь так же приходится слышать и видеть борьбу против религиозных убеждений, в которых нас воспитали предшествующие поколения и года: хранить веру непорочно. Я думаю, что искреннее духовенство одинакового со мной взгляда… со стороны Советской власти я встретил прямое гонения на религию, и чем дальше укрепляется Социализм, тем все более, как я наблюдал и наблюдаю, гонения на религию со стороны Советской власти усиливаются.

25 июня 1933 был приговорён тройкой полномочного представительства ОГПУ по Нижне-Волжскому краю к 10 годам лишения свободы. В 1933—1936 находился в заключении в Кемеровском ИТЛ. 17 августа 1936 по амнистии в связи с состоянием здоровья срок его заключения был снижен до 8 лет. Скончался 21 декабря 1937 в лагере в Новоивановске Новосибирской области. По другой версии, был расстрелян в связи с ужесточением режима.

## Канонизация
В мае 2004 Освященный собор Русской древлеправославной церкви причислил епископа Пансофия к лику святых.